# Centennial Olympic Stadium
Das Centennial Olympic Stadium in der US-amerikanischen Stadt Atlanta war das Hauptstadion der Olympischen Sommerspiele 1996. Die 85.000 Zuschauer fassende Arena war Schauplatz der Eröffnungs- und Schlussfeier sowie der Leichtathletikwettbewerbe. Zudem fanden vom 16. bis 25. August die Sommer-Paralympics 1996 statt.

## Geschichte
Der Bau des Stadions begann am 13. Juli 1993. Wegen der späteren Nutzung als Baseballstadion war der Innenraum von vornherein nicht oval, sondern dem Baseballfeld angemessen mit einer Ecke geplant und erbaut worden. Nach fast genau drei Jahren am 19. Juli 1996 wurde das Stadion dann eröffnet.
Nur zwei Tage nach Ende der Sommer-Paralympics begann am 27. August 1996 der Umbau zur neuen Heimat des Baseballteams Atlanta Braves. Die nördliche Hälfte des Stadions wurde genauso wie die Leichtathletikanlage entfernt. Mit dem Umbau wurde auch das alte Mehrzweckstadion Atlanta-Fulton County Stadium in direkter Nachbarschaft überflüssig und wurde am 2. August 1997 gesprengt. An dem Standort entstand eine große Parkplatzfläche. Die ursprünglich am Centennial Olympic Stadium angebrachte olympische Fackel steht jetzt etwa 200 Meter entfernt an der Straße über einer Tafel; auf der alle Medaillengewinner der Olympischen Spiele von 1996 namentlich aufgeführt sind.
Das Baseballstadion trug den Namen Turner Field nach dem Medienunternehmer Ted Turner und bot zuletzt 50.096 Zuschauern Platz. Turner hatte als damaliger Besitzer der Atlanta Braves etwa 170 der 207 Mio. US$ Baukosten gezahlt. Dafür baute man das Stadion so, dass man es leicht in eine Baseballarena umbauen konnte. Die Stadt hätte auch für das große Stadion keinen Verwendungszweck gehabt, denn es gab noch den 1992 erbauten, überdachten Georgia Dome mit ca. 71.000 Plätzen.
Nach dem Umzug des Hauptnutzers des Stadions, der Atlanta Braves, im Jahr 2016 in den neu errichteten SunTrust Park erwarb die Georgia State University das Stadion und baute es anschließend in ein American-Football-Stadion um. Das nunmehr Georgia State Stadium genannte Stadion bietet derzeit Platz für 25.000 Zuschauer und wird hauptsächlich vom NCAA-College-Football-Team der Georgia State Panthers genutzt.